# Долгорукова, Екатерина Алексеевна
Не путайте с княжной Екатериной Долгоруковой (княгиней Юрьевской), которая была женой императора Александра II
Княжна Екатери́на Алексе́евна Долгору́кова (1712—1747) — дочь князя А. Г. Долгорукова, сестра И. А. Долгорукова, невеста императора Петра II.

## Биография
Екатерина родилась в селе Горенки, близ Москвы. У неё было несколько братьев (Иван, Николай, Алексей и Александр) и сестёр (Анна и Елена — жена генерал-майора Юрия Юрьевича Долгорукова).
Воспитывалась вместе с братом своим Иваном в Варшаве в доме деда своего Григория Фёдоровича. Подчиняясь приказанию отца, княжна Екатерина согласилась выйти замуж за императора Петра II, тогда как питала страстную любовь к графу Миллезимо из рода дель Каретто (родственнику австрийского посла графа Вратислава) и была взаимно им любима. 19 ноября 1729 года она была объявлена невестой четырнадцатилетнего императора, а 30 ноября состоялось её торжественное обручение, причём ей был дан титул «Её высочества государыни-невесты».
На другой день после обручения она переехала на жительство в Головинский дворец, а граф Миллезимо был отправлен за границу.
Однако женой Петра II Екатерина так и не стала — за две недели до свадьбы, в январе 1730 года Пётр II заболел и умер. Долгоруковы подготовили поддельное завещание в пользу «государыни-невесты», но не рискнули его предъявить, что, тем не менее, жестоко отразилось на судьбе князя Ивана Алексеевича.
После кончины Петра II княжна Екатерина вернулась в дом родителей и вместе с ними, по вступлении на престол императрицы Анны Иоанновны, в апреле 1730 года, сослана в Берёзов. По некоторым данным, Екатерина Алексеевна Долгорукова через несколько месяцев после смерти Петра родила мёртвую дочь.
В 1740 году она была перевезена в Томск и заточена в Рождественском девичьем монастыре, где содержалась в самом строгом заключении почти год.
Императрица Елизавета приказала освободить её и пожаловала ей звание фрейлины. В 1745 году она вышла замуж за генерал-поручика графа А. Р. Брюса.
В «Российской родословной книге» П. В. Долгорукова в качестве года смерти указан 1745, то есть тот же год в, в котором она императрицей выдана за А. Р. Брюса. Братья же её, в своей челобитной показали, что она умерла в 1747 году, который в настоящее время и считается настоящим её годом смерти.
По некоторым сведениям, похоронена в ограде Андреевского собора.
Имела поместья в Касимовском уезде.

## Награды
30 ноября 1729 года по случаю помолвки Екатерине был пожалован Орден Святой Екатерины 1 степени, которого она была лишена после падения семьи в 1730 году.

## В кинематографе
- Баллада о Беринге и его друзьях — роль Е. А. Долгоруковой исполняет Валентина Егоренкова
- Тайны дворцовых переворотов — роль Е. А. Долгоруковой исполняет Марьяна Цареградская